# Ophiothamnus vicarius
Ophiothamnus vicarius är en ormstjärneart som beskrevs av George Richard Lyman 1869. Ophiothamnus vicarius ingår i släktet Ophiothamnus och familjen knotterormstjärnor. Inga underarter finns listade i Catalogue of Life.